# Alpina dioszeghyi
Alpina dioszeghyi är en fjärilsart som beskrevs av Schmidt 1913. Alpina dioszeghyi ingår i släktet Alpina och familjen mätare. Inga underarter finns listade i Catalogue of Life.